# Ошкар Кармона
Анто́ніу О́шкар де Фраго́зу Кармо́на (порт. António Óscar de Fragoso Carmona; 24 листопада 1869, Лісабон — 18 квітня 1951, Лісабон) — португальський військовий та політичний діяч, маршал Португалії (1947), 11-й президент Португалії (з 9 липня по 16 листопада 1926 як тимчасовий виконувач обов'язків, з 16 листопада 1926 по 15 квітня 1928 року — як президент Республіки).

## Біографія
По закінченні королівського військового коледжу служив в армії в метрополії і колоніях. У період Першої світової війни не поїхав у Бельгію на фронт і командував своїм корпусом з Лісабона. З 15 листопада по 18 грудня 1923 року обіймав посаду військового міністра. 28 травня 1926 року разом з генералом Мануелом Гомішем да Коштою здійснив державний переворот і створив «диктатуру без диктатора» — тріумвірат генералів разом із Жозе Мендешем Кабесадешам і Мануелом Гомішем да Коштою. 3 червня став міністром закордонних справ до 6 липня, після чого відсторонив Гоміша да Кошту і 9 липня 1926 року зайняв посади прем'єр-міністра і військового міністра, а вже 16 листопада був проголошений президентом Республіки і почав перетворювати Португалію в авторитарну державу. В 1927 році призначив міністром фінансів країни з надзвичайними повноваженнями Антоніу Салазара, який швидко навів порядок у запущеній економіці країни. У 1928 році переобраний президентом, 18 квітня залишив пост прем'єр-міністра Португалії на користь Жозе Вісенте де Фрейташа, а в 1932 році призначив на цю посаду Салазара, який, проголосивши в 1933 році режим Нової держави, формально зробив Кармону президентом. Тим не менше, практично всі владні повноваження перейшли до Салазара, а Кармона став відігравати церемоніальну роль. Переобирався на посаду президента у 1935, 1942 і 1949 роках на загальних виборах.
В 1947 році отримав військове звання маршала. Помер у 1951 році, перебуваючи на посаді президента. Після смерті Ошкара Кармони повноваження президента перейшли до Салазара, до обрання на цю посаду Франсішку Кравейру Лопеша. Спочатку був похований на цвинтарі «Ажуда» у західній частині Лісабона, проте пізніше прах Ошкара Кармони було перенесено до Національного Пантеону Португалії — місця, де поховані деякі відомі португальці.

## Галерея зображень

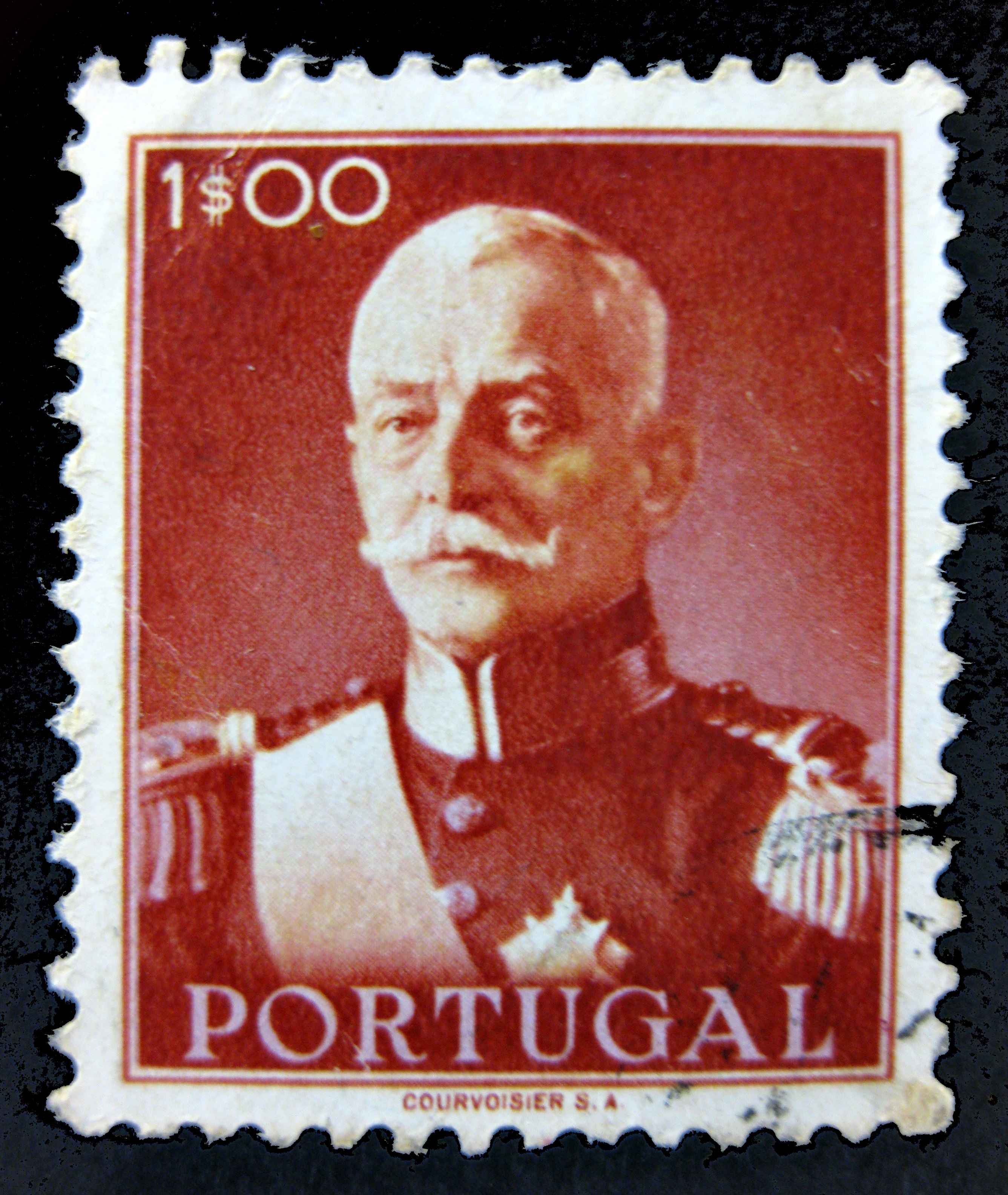
Президент Ошкар Кармона, поштова марка вартістю 1 ешкудо 1945 року
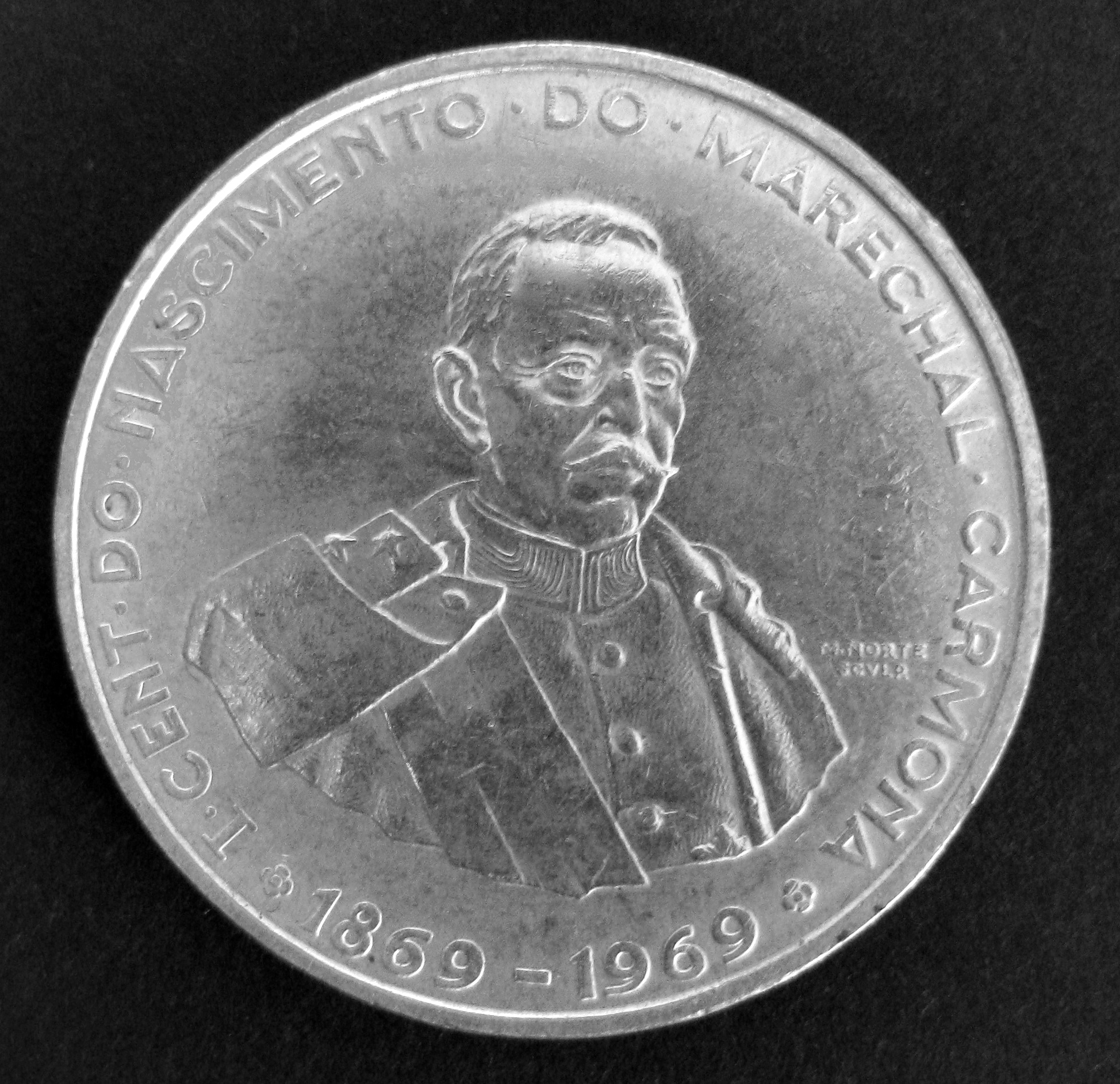
Ювілейна монета (50 ешкудо) до сторіччя з дня народження маршала Кармани, 1869/1969